# Associação de Críticos de Nova Iorque
A Associação de Críticos de Nova Iorque (em inglês: New York Film Critics Circle (também conhecida como NYFCC)) é uma organização de críticos de cinema fundada por Wanda Hale, até então escritora do New York Daily News, em 1935. Dentre seus membros estão críticos de cinema de jornais diários/semanários e de revistas da cidade de Nova Iorque. No mês de dezembro, eles se reúnem para votar nos Prêmios New York Film Critics Circle (em inglês: New York Film Critics Circle Awards), dados anualmente em reconhecimento à qualidade no cinema mundial durante o ano. A NYFCC também entrega prêmios "especiais" para pessoas, produções ou organizações que acreditam que realizaram contribuições significantes para ao cinema. Os Prêmios NYFCC são os mais antigos do país concedidos por críticos de cinematográficos. Tidos como um dos mais prestigiados da indústria, são um Termômetro para o Oscar.

## Categorias
| Categoria                  | Entregue desde | Notas | Ref.        |
| -------------------------- | -------------- | --- | ----------- |
| "Melhor Ator"              | 1935           | Não foi entregue em 1945                                                                                            | [ 6 ] [ 7 ] |
| "Melhor Atriz"             | 1935           | Duas atrizes foram premiadas em 1966                                                                                | [ 6 ] [ 7 ] |
| "Melhor Animação"          | 2000           | Não foi entregue em 2011                                                                                            | [ 6 ] [ 7 ] |
| "Melhor Cinematografia"    | 1980           | | [ 6 ] [ 7 ] |
| "Melhor Diretor"           | 1935           | Dois diretores foram premiados em 1960                                                                              | [ 6 ] [ 7 ] |
| "Melhor Novo Diretor"      | 1989           | Não foi entregue em 1993; Deixou de ser distribuído a partir de 1997                                                | [ 6 ] [ 7 ] |
| "Melhor Filme"             | 1935           | Dois filmes foram premiados em 1960                                                                                 | [ 6 ] [ 7 ] |
| "Melhor Primeiro Filme"    | 1997           | Não foi entregue em 1998                                                                                            | [ 6 ] [ 7 ] |
| "Melhor Filme Estrangeiro" | 1937           | Não foi entregue entre 1941 e 1945, entre 1969 e 1977, e em 1986, 1988 e 1992 ; Dois filmes foram premiados em 1955 | [ 6 ] [ 7 ] |
| "Melhor Documentário"      | 1980           | Não foi entregue entre 1981 e 1983, em 1987, 1990 e 1997                                                            | [ 6 ] [ 7 ] |
| "Melhor Roteiro"           | 1956           | Não foi entregue em 1957, 1961, 1963 e 1965; Dois roteiros foram premiados em 1971                                  | [ 6 ] [ 7 ] |
| "Melhor Ator Coadjuvante"  | 1969           | | [ 6 ] [ 7 ] |
| "Melhor Atriz Coadjuvante" | 1969           | | [ 6 ] [ 7 ] |
| "Especial"                 | 1940           | Não é entregue todos os anos                                                                                        | [ 6 ] [ 7 ] |